# 東荒川ダム
東荒川ダム（ひがしあらかわダム）は、栃木県塩谷郡塩谷町上寺島地先、那珂川水系荒川（東荒川）に建設されたダムである。

## 沿革
荒川は上流部で東荒川と西荒川に分かれるが、東荒川が荒川本川である。1967年（昭和42年）に支流の西荒川に洪水調節と不特定利水を目的とした西荒川ダム（重力式コンクリートダム、43.5m）が建設された。その後下流域の人口の増加や農業用水の確保、そして河川整備の増強が必要となり、荒川上流部に補助多目的ダムの建設を栃木県が1974年（昭和49年）に計画。1990年（平成2年）に完成した。
ダムの型式は重力式コンクリートダムで、高さは70m。洪水調節、不特定利水、さくら市喜連川地区・塩谷町への上水道供給、芳賀台地一帯への灌漑、県営水力発電を目的としている。管理は栃木県那珂川水系ダム管理事務所によって、深山ダム（那珂川本川）・塩原ダム（箒川）・西荒川ダム等他の那珂川水系の県営ダムと共に総合的に管理されている。

## 周辺
ダム湖周辺は東荒川ダム親水公園が整備されている。近くには名水百選・尚仁沢湧水があり、1日あたり65,000立方メートルの水が湧出する。

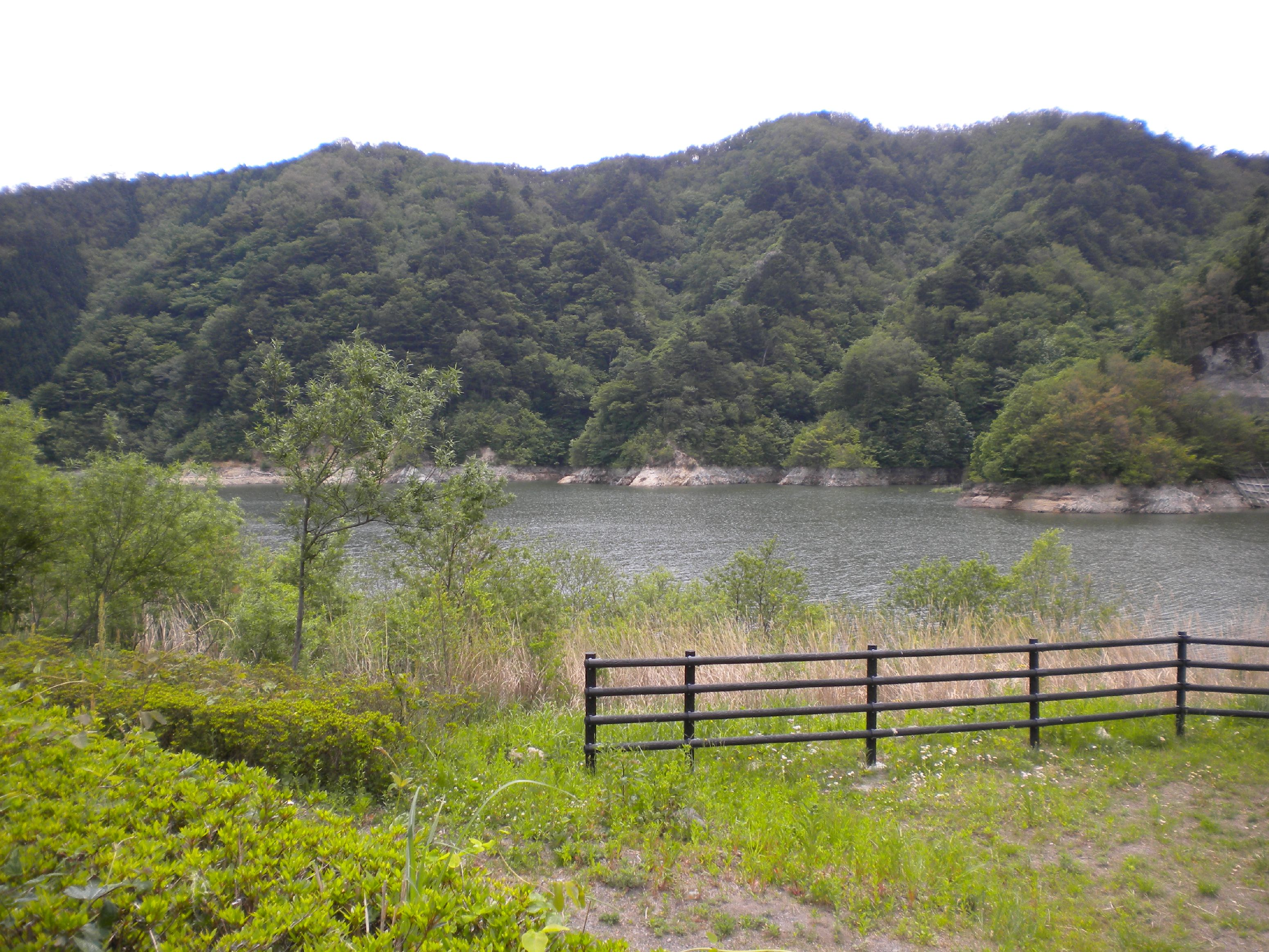
東荒川ダム湖
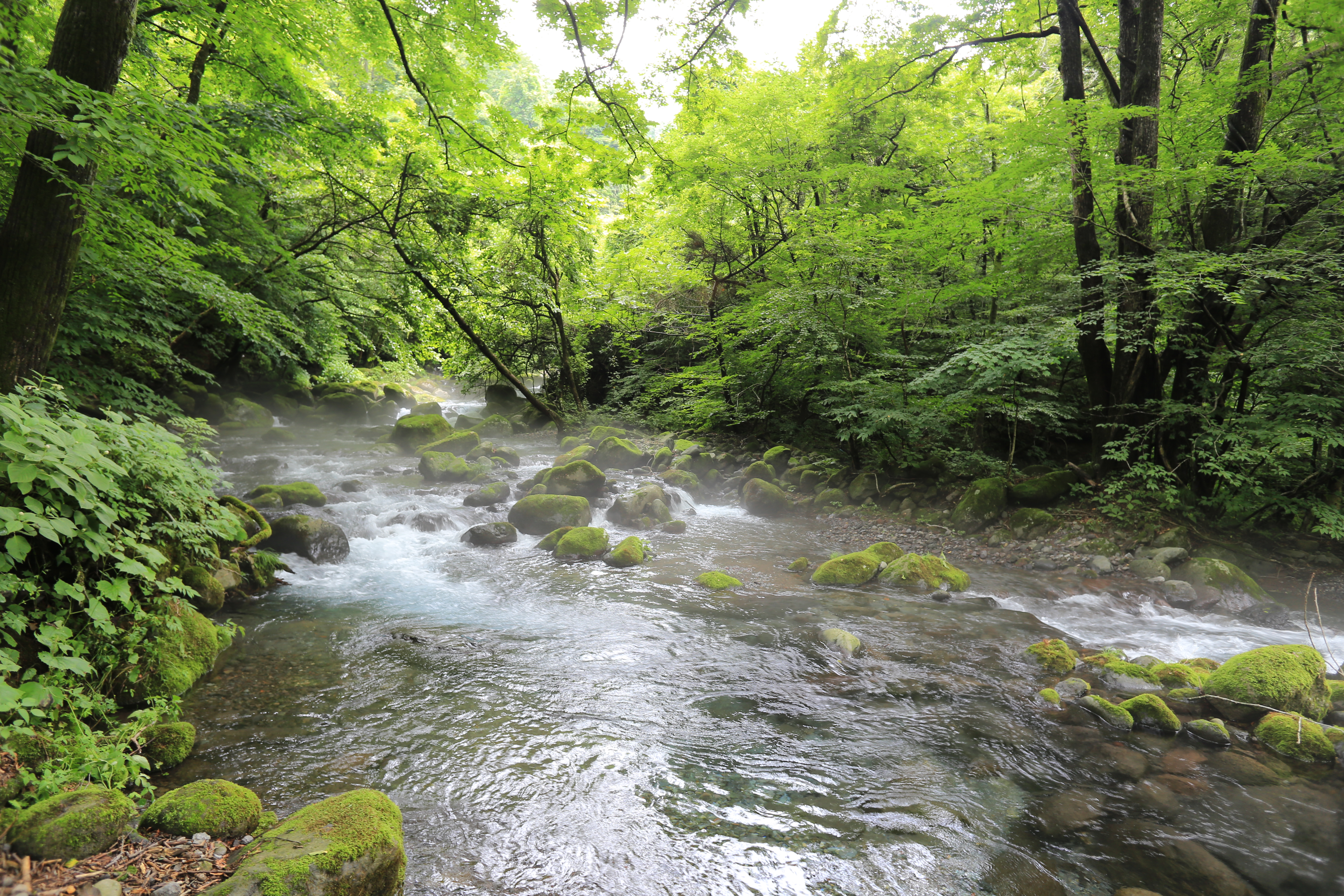
尚仁沢湧水